# Driescharnierspant

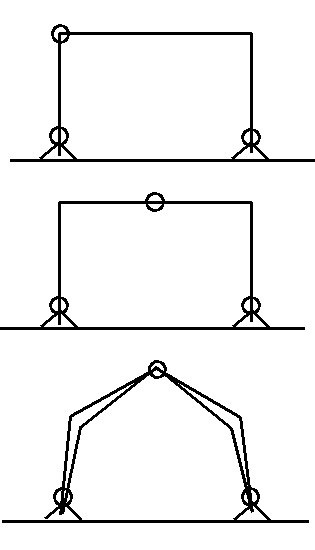
3x een driescharnierspant

Een driescharnierspant is een draagconstructie waar twee elementen met elkaar zijn verbonden door middel van een scharnier en waarvan ook de opleggingen scharnierend zijn uitgevoerd.
Door de toepassing van drie scharnieren ontstaat een statisch bepaalde constructie (de drie evenwichtsvoorwaarden worden aangevuld met de voorwaarde dat ter hoogte van het scharnier geen moment werkt). Bij een driescharnierspant zullen horizontale spatkrachten ontstaan welke door de opleggingen op de fundering moeten worden overgebracht of door trekstangen tussen de opleggingen moeten worden opgenomen.
Driescharnierspanten worden toegepast bij de hallenbouw (stallen, koelhuizen, opslagruimtes en dergelijke) en komen voor in hout-, staal- en beton-constructies.